# Europahaus (Leipzig)
El Europahaus es un rascacielos histórico de oficinas en Leipzig. Tiene 13 plantas y mide 53 m de altura. Se encuentra en Augustusplatz 7.

## Historia
El Europahaus es el segundo rascacielos de Leipzig. Fue construido entre 1928 y 1929 como contrapeso al rascacielos Krochhochhaus, también de Otto Paul Burghardt. Fue el primer edificio del proyecto de ciudad circular concebido por el planificador Hubert Ritter. En mayo de 1928, bajo la dirección de Wilhelm Kreis, Burghardt tuvo que revisar su primer borrador, en el que la torre más alta estaba en la esquina, para cumplir las exigencias del Ministerio del Interior de Sajonia. 
Burghardt simplificó la fachada y prescindió de cualquier ornamentación, de modo que el diseño refuerza el énfasis en la vertical, con elementos expresionistas. La revisión se completó en julio de 1928 y el armazón del edificio se completó a principios de noviembre de 1929. La mayoría de las habitaciones estuvieron listas para su uso a partir del 1 de enero de 1929. El edificio estuvo listo en 1930.

## Arquitectura
El Europahaus tiene estructura de hormigón armado con revestimiento de piedra caliza, que hoy contrasta con el desarrollo circular de la década de 1950 en Roßplatz. Consta de una torre central de 56 metros de altura y 13 pisos, con dos alas laterales de siete pisos. El actual Radisson Blu Hotel Leipzig está conectado con el Europahaus. En el momento de la construcción, había un restaurante con azotea ajardinada en medio del edificio de gran altura.
En tiempos de la RDA, la casa fue la sede de la administración del distrito del Seguro Estatal de la RDA. En 1965, Frieder Gebhard y Hans-Joachim Dreßler llevaron a cabo una reconstrucción al estilo de la década de 1960, modificando significativamente el extremo superior. En la planta baja se construyeron columnatas, necesarias tras la ampliación del anillo de paseo.
Otra reparación tuvo lugar en los años 1998 a 1999. Se renovaron las ventanas y se realizaron reparaciones en la fachada.
Después del trabajo de conversión y modernización, Stadtwerke Leipzig se mudó a Europahaus en 2014 con alrededor de 160 empleados.

## Galería

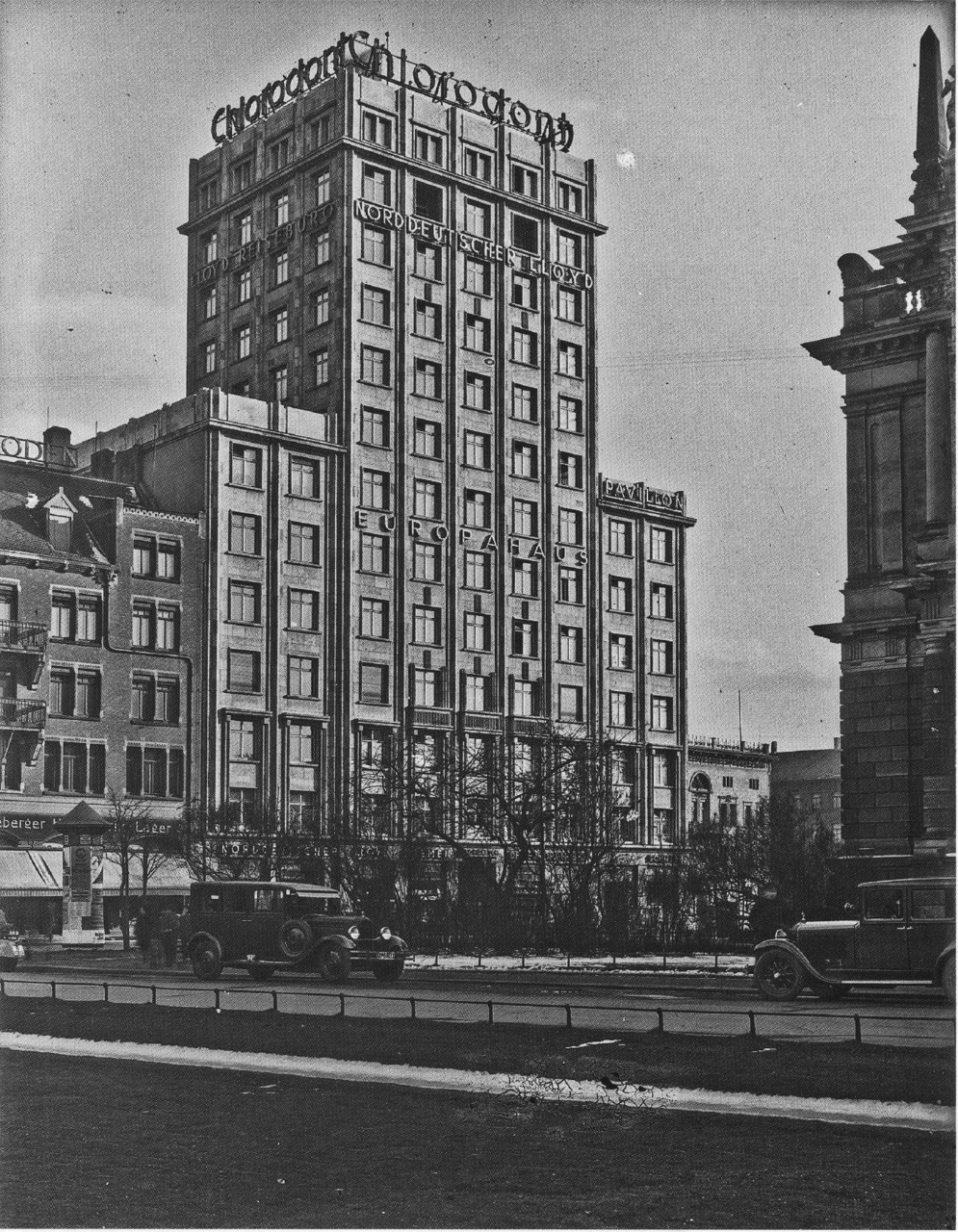
El Europahaus en 1930
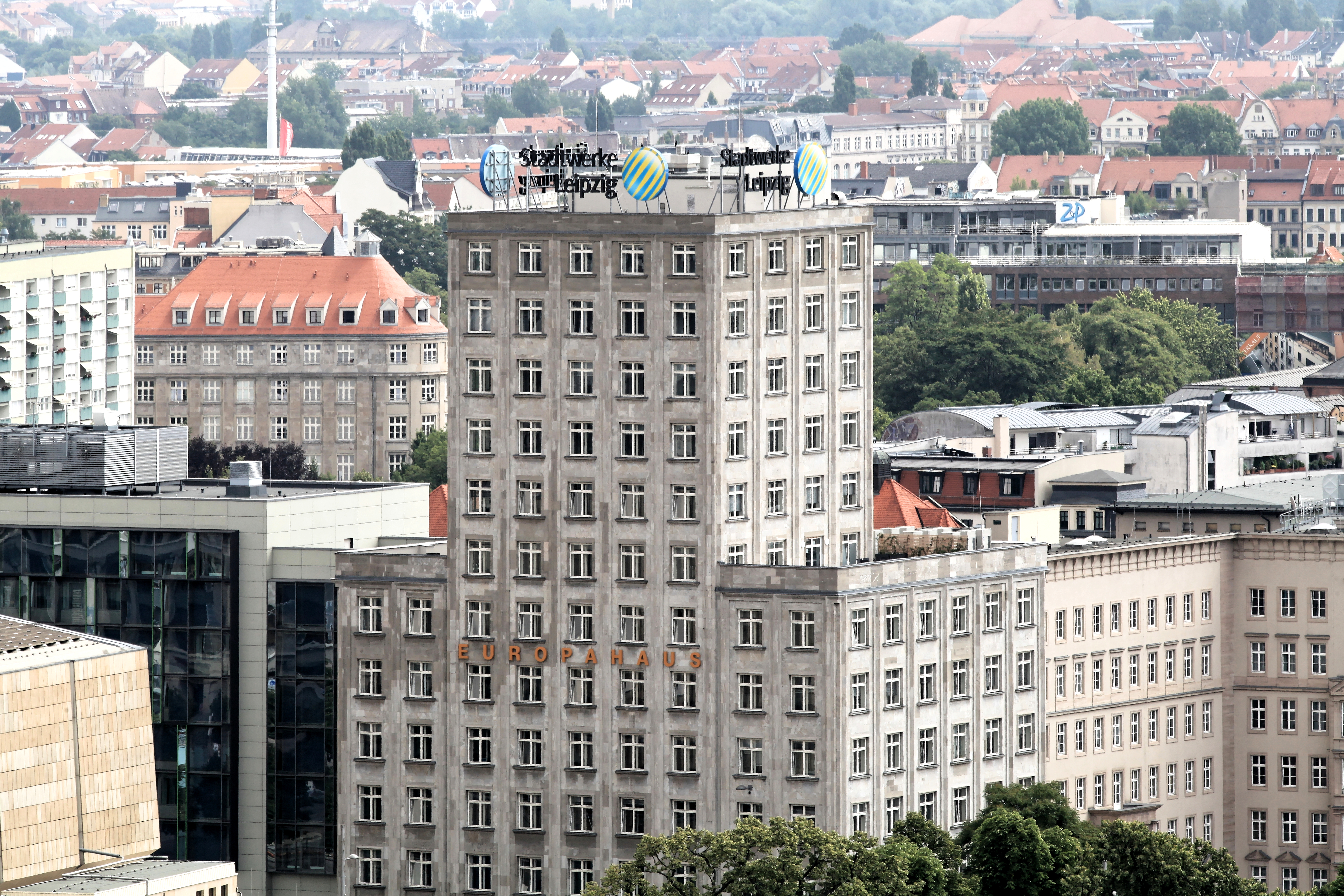
En el panorama urbano de Leipzig
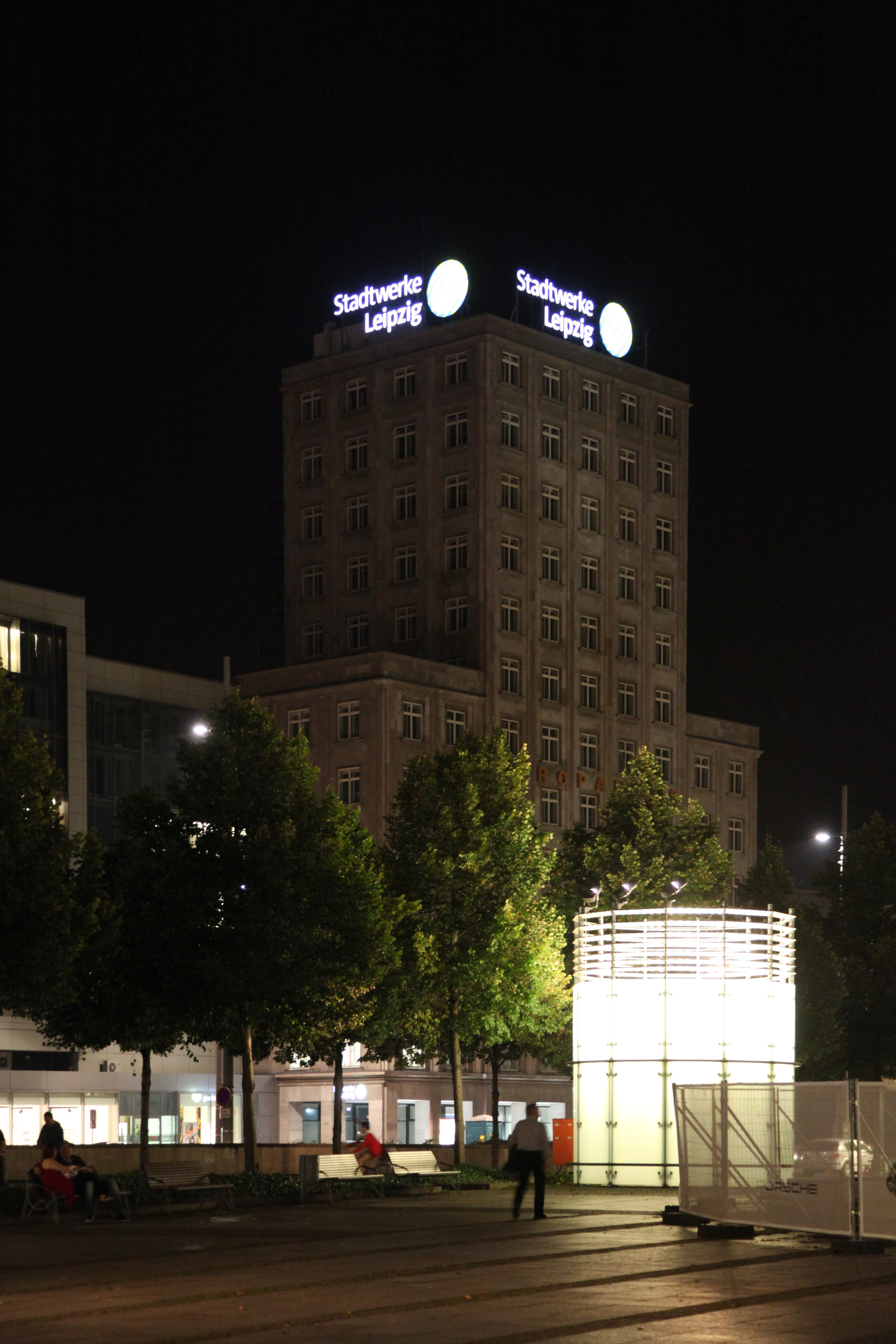
Iluminación nocturna